# Huamantlada
A Huamantlada nevű bikafuttatás a mexikói Tlaxcala állam egyik legnépszerűbb turisztikai rendezvénye, melyet 1953 óta a Huamantla nevű, Pueblo Mágicónak kinevezett településen tartanak minden év augusztusában. Lényege, hogy néhány tucat vad bikát (leggyakrabban 20–30-at) szabadon engednek a kisváros utcáin, ahol a legbátrabb „nézők” közéjük merészkedhetnek és ingerelhetik őket, majd menekülhetnek előlük.

## Története
1953-ban történt, hogy egy híres helyi állattenyésztő gazda, Raúl González González hazatért Spanyolországból, ahol korábban részt vett a nevezetes pamplonai bikafuttatáson. Azonnal elhatározta, hogy ezt a hagyományt meg kellene honosítani Huamantlában is. A gondolatot tettek követték: kilenc barátjával közösen megkezdték a szervezést és az engedélyek beszerzését. Bár a község egészségügyi hatósága először bizalmatlansággal és aggódással hallotta a híreket, végül vadonatúj mentőautójával mégis kivonult az orvosi stáb a rendezvényre.
Az 1970-es évek közepén kifejezetten a Huamantlada céljára kitenyésztett bikákat kezdtek alkalmazni. Ekkor jelölték ki azt a területet is a városban, ahol ezután a rendezvény zajlott: ez a terület nem egy utca vagy egy tér, hanem több belvárosi utcából áll.
2020-ban a koronavírus-világjárvány miatt a Huamantlada elmaradt.

## A rendezvény
A Huamantlada előestéjén a terület körül lakók kezdetleges védőfalakat emelnek, melyeket bikákra utaló díszítésekkel látnak el. Ezután egy valódi népünnepély kezdődik zenével és tánccal, mely egészen másnap reggelig tart (ezért az a neve ennek az éjszakának, hogy La noche que nadie duerme, vagyis Az éjszaka, amikor senki sem alszik), amikor is egy ünnepélyes felvonulás vezeti be a Huamantladát. Felvonulnak itt charrók (hagyományos mexikói lovasok), tlachiquerók (olyan emberek, akik a maguey növény nedvét gyűjtik össze pulque készítéséhez), és mindenekelőtt az ünnep „királynője”.
11 óra 50-kor és 55-kor rakétalövések figyelmeztetnek arra, hogy hamarosan szabadon engedik a bikákat, majd a harmadik lövéskor, pontban délben, ez be is következik. A bikák nem egyszerre és egy irányban futnak, hanem a különböző utcákban egyedül vagy párosával, esetleg hármasával. Az utcák szélén, az elkerített részben tolongó tömegből az mászik át közéjük, aki akar, és életét kockáztatva szállhat szembe az állatokkal.

## Halálesetek
A rendezvényen minden évben be szoktak következni könnyebb és súlyosabb sérülések, időnként halottak is vannak. Különösen két év volt tragikus: 2003-ban és 2012-ben is két-két embert sebeztek halálra a felbőszült állatok. Kimutatták, hogy a legtöbb sebesült vérében magas az alkoholszint, ezért többen úgy vélekednek, korlátozni kellene az alkoholos italok árusítását, mások szerint ez lehetetlen, és inkább a belépést kellene szigorítani.